# Юрске
Юрске (словац. Jurské) — село и одноимённая община в районе Кежмарок Прешовского края Словакии. В письменных источниках начинает упоминаться с 1294 года.

## География
Село расположено в западной части края, на северо-западных склонах горного массива Левочске-Врхи, к востоку от реки Попрад, при автодороге 3099. Абсолютная высота — 642 метра над уровнем моря. Площадь муниципалитета составляет 7,36 км².

## Население
| Год:                | 1994 | 2004     | 2014     | 2024     |
| ------------------- | ---- | -------- | -------- | -------- |
| Количество человек: | 611  | 823      | 1145     | 1504     |
| Разница:            |      | +34,69 % | +39,12 % | +31,35 % |

По данным последней официальной переписи 2011 года, численность населения Юрске составляла 1041 человек.
Национальный состав населения (по данным переписи населения 2011 года):
| Национальность | Численность, человек |
| -------------- | -------------------- |
| словаки        | 726                  |
| цыгане         | 289                  |
| не указана     | 12                   |